# Екологічна справедливість
Екологічна справедливість — це концепція, яка, серед іншого, є складовою зеленої політики, яка наголошує на рівному доступі людей, незалежно від національності, релігії, раси, матеріального статусу чи будь-якого іншого фактора, до якісного, чистого довкілля. Вона також враховує егалітарний доступ до товарів і послуг, які впливають на якість життя, таких як здорове харчування, міська зелень і зони відпочинку, охорона здоров'я та освіта.
Соціальне відчуження часто йде поруч із екологічним відчуженням. Прикладом цьому є низька якість громадського простору у районах, деградованих і забруднених промисловістю, видобутком корисних копалин або марнотратним використанням природних ресурсів. У Західній Європі та Північній Америці поганий доступ до громадського транспорту чи міської зелені особливо поширений у районах, населених, наприклад, етнічними меншинами. Акції за екологічну справедливість (включно з альтерглобалізмом) часто привертають увагу до нерівного доступу корінного населення до прибутків від експлуатації місцевих природних ресурсів транснаціональними компаніями (прикладом є дельта Нігеру).
У публічних дебатах тема екологічної справедливості в основному розглядається партіями Зелених, асоціаціями, що займаються підвищенням кліматичної обізнаності, такими як Шкільний страйк заради клімату, і міжнародними екологічними організаціями, такими як Грінпіс чи Всесвітній фонд дикої природи. У контексті зміни клімату важливим компонентом екологічної справедливості є кліматична справедливість.